# Langue écarlate
Ne doit pas être confondu avec le terme médical qui décrit la langue des patients atteints de la scarlatine.
La langue écarlate ou langue à l'écarlate est une spécialité charcutière française. Elle se fait d'une langue de bœuf colorée en rouge jadis au salpêtre puis au carmin de cochenille ou au jus de betterave, cuite dans une baudruche de bœuf (gros intestin). 

## Dénomination
Écarlate était un rouge magnifique obtenu d'un parasite du chêne. « À l'écarlate » est une expression qui désigne un mode de préparation des viandes afin de leur donner une belle couleur rouge-rosé. La langue à l'écarlate apparaît dans les publications numérisées au début du XIXe siècle, à partir de 1850 langue écarlate est plus fréquent avec un maximum d'occurrences pendant l'entre-deux-guerres, haute période de la gastronomie francophone. 
Le Larousse gastronomique traduit « à l'écarlate » par pickled : pickled ox tongue pour la langue de bœuf à l'écarlate.

## Histoire
L'expression figure chez François Massialot en 1730: tête de bœuf à l'anglaise ou à l'écarlate, roulade de bœuf en écarlate, bœuf à l'écarlate à la manière des Flandres cuit au salpêtre o une autre version avec saumure. Ce bœuf est servi froid. En 1755, Les souper de cour donne une servion sans salpêtre colorée au genièvre concassé. En 1749, Menon donne une recette de fromage à l'écarlate qui est une sorte de flan (à la crème et aux œufs) d'écrevisses. Mais il faut attendre l'Almanach des gourmands (1803) pour qu'apparaisse la langue à l'écarlate dans l'article épinard (qui en est la garniture usuelle) ou comme farce de la poularde au riz. L'usage de l'expression va croissant jusqu'à 1900 où il atteint un sommet jusqu'en 1940.
Elle intervient dans de nombreuses préparations de la cuisine classique. Marc Lafrance qui en donne une recette (Le charcutier Broyer en produit à Montréal dès 1818) fait la liste des utilisations : salpicons pour hors-d'œuvre, petites entrées (croquettes, les cromesquis,vol-au-vent), plat froid ornemental (en gelée), chaude sauce piquante. Caréme recommande la sauce tomate, la soubise, la poivrade avec des garnitures de champignons, de petits pois, de pointes d’asperges, etc.  
Elle est toujours employée de nos jours. Osamu Tsukamoto, champion du monde de pâté croûte 2019, utilise une garniture de langue écarlate marinée au Cognac et au Porto.

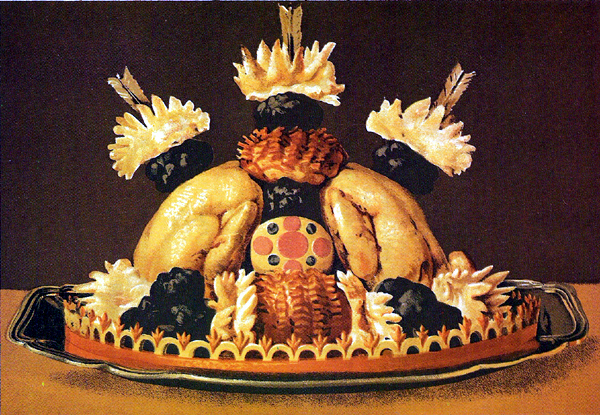
Poularde à la Godard avec crêtes, truffes et langue écarlate.

### Cuisine classique

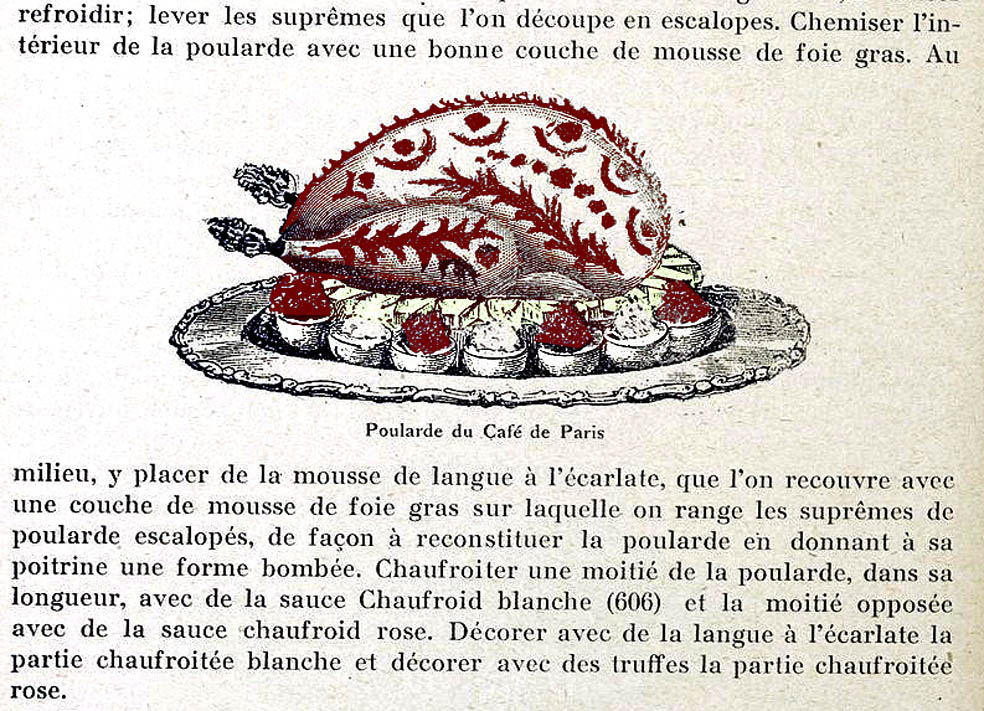
Poularde Café de Paris (1927) garniture de langue écarlate.

#### Garniture
Elle intervient comme garniture des consommés (consommé florentine) des hâtereaux (riz de veau, cervelle), des poulardes, des célestines (salpicon truffé), des galantines, des terrines, pour piquer les viandes pour le gout et la décoration des aspics les filets de perdreau, des salades de pommes de terre. La Cuisine du Cordon bleu la fait figurer dans la garniture Mogador (croquettes, laitues farcies), la garniture à la Montglas (foie gras, champignons). Dans les sandwichs. 
La garniture Agnès Sorel, dédiée à la favorite (qui avait une excellente table, et c'est de cette époque que date la culture du champignon de Paris) par Escoffier, est faite de champignons de Paris, blanc de poulet et langue écarlate, on la retrouve dans les Timbales Agnès Sorel, la crème ou velouté Agnès Sorel . 

#### Plat

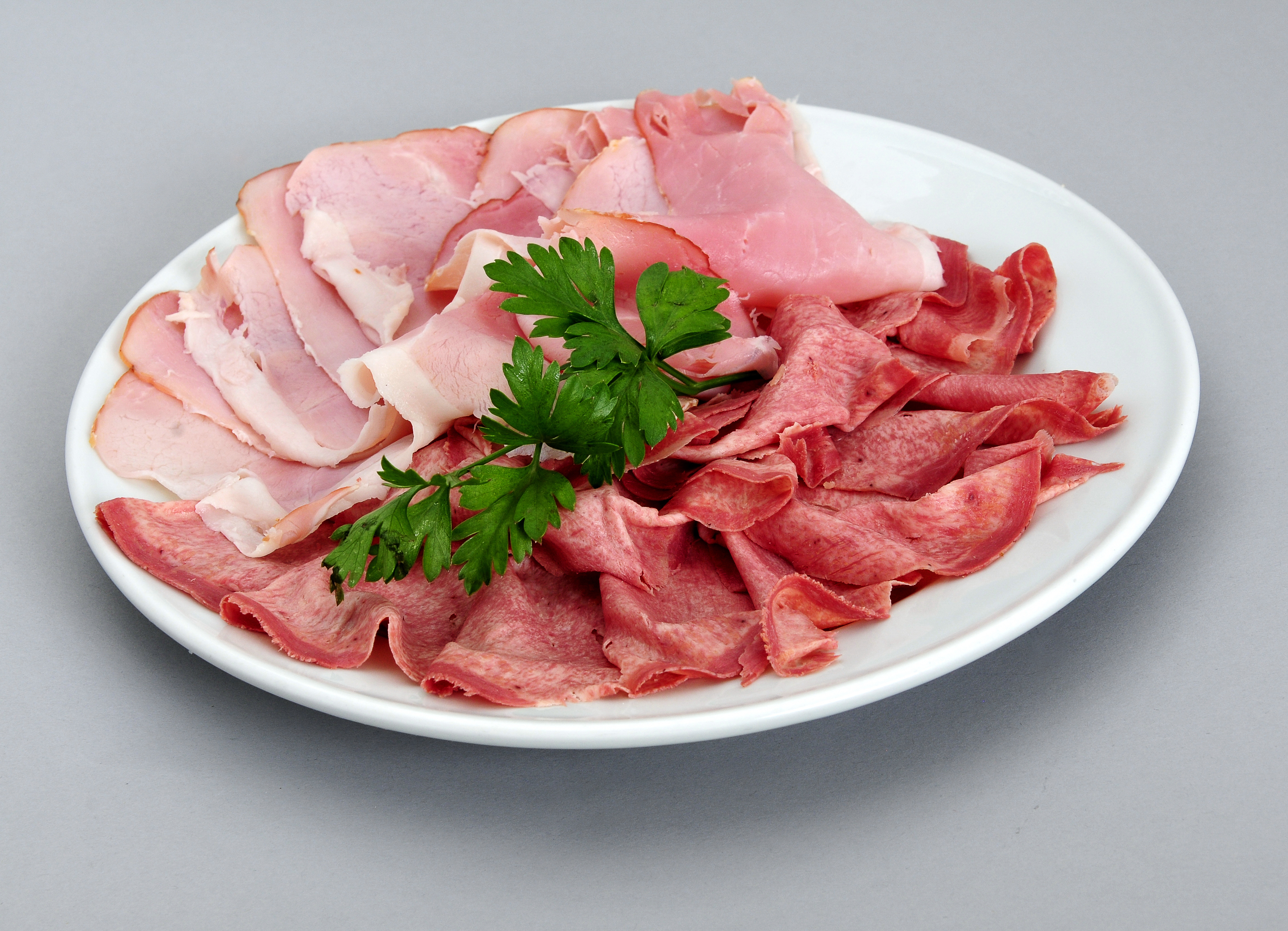
Jambon et langue écarlate.

La langue écarlate chaude se sert au gratin, rôtie, aux fines herbes, à la purée d'oseille, etc.

## Anthologie
- Alain Monnier, Cuisine immatérielle, Revue genevoise d'anthropologie et d'histoire des religions 2007 pp. 132-136 (Au sujet de l'admission de la cuisine français dans le Patrimoine Culturel Immatériel de l'UNESCO, il existe différentes version des œufs à la Cardinal)[32].

« L’un des plus ardents soutiens de l’initiative française a été, jusqu’à sa mort toute fraîche, le cardinal Jean-Marie Loustic [ ] il défendait cette cuisine immatérielle contre le matérialisme de la cuisine moléculaire. Il prenait appui sur des recettes transcendantes, comme celle de la poularde farcie de langue à l’écarlate, de la crème Bourdaloue et des œufs à la Cardinal. [ ] Malgré ces arguments de poids en faveur de l’immatérialité de la cuisine française, le débat est animé au sein de l’Unesco. La conformité aux instruments internationaux existants relatifs aux droits de l’homme, ainsi que l’exigence d’un développement durable ne semblent pas toujours assurées dans les cuisines françaises. »

- Marie-Claire - Le Carnet de Marie-Claire. 25 octobre 1941 p. 21[33].

« A un dîner chez Mme d'Aubernon, dont le salon littéraire fut célèbre à la fin du siècle dernier, le maître d'hôtel, en servant une langue à l'écarlate, renverse le plat sur l'épaule d'Alfred Capus. Celui-ci dit : Ce n'est rien madame, c'est un lapsus lingual.
Un raseur ignorant, au diner suivant, demande en sourdine le menu au maître d'hôtel, le prie de renverser la sauce du saumon sur lui et s'écrie : C'est un  lapsus lingual... Et personne ne rit. »

## Préparation
Joseph Favre donne les deux recettes usuelles (langue fourrée et langue en baudruche) avec une description précise des marinades. Les étapes sont le saumurage, la marinade assaisonnée, puis la cuisson avec ou sans baudruche de bœuf.
La langue écarlate peut aussi se faire avec une langue de porc.

## Tradition juive
La langue d'écarlate était un ruban (fil rouge) qu'on liait entre les cornes du bouc Hazahel. La langue écarlate à la juive est une spécialité juive ashkénaze : langue de bœuf cuite en saumure colorée au carmin de cochenille où à la betterave rouge, qui dans la tradition est une des charcuteries indispensables de la table de shabbath ou des jours de fête.